# 艾斯迪斯·阿拉魯祖·艾華斯
艾斯迪斯·伊杜亞度·文迪斯·德阿拉魯祖·艾華斯（葡萄牙語：Alcides Eduardo Mendes de Araújo Alves，1985年3月13日—），常简称阿尔西德斯（Alcides） 巴西足球運動員，司職後衛。
他無論是作為右後衛或中後衛，速度是他的主要資產。

## 球會生涯
他是巴伊亞薩爾瓦多球會維多利亞的青少年培養體系，阿斯迪斯在史浩克04進行了短暫租借，之後返回歐洲，在賓菲加那裡出現，比賽的7場為球隊贏得11年來首個聯賽冠軍。此時，他已經轉投車路士，但他從來沒有上場。
2007年1月，艾斯迪斯轉到PSV燕豪芬，跟隨前賓菲加教練，在2007年2月3日，他打出了在荷甲的第一場聯賽對阿爾克馬爾。後幫助球隊贏得2007年的聯賽冠軍，他有時會出現在左後衛。
2008年8月9日，阿斯迪斯與烏克蘭球會迪尼普簽約。

## 國際賽生涯
阿斯迪斯幫助巴西隊贏得了2003年國際足聯世界青年錦標賽。09年3月2日，他第一次被巴西國家隊徵召。

## 個人
阿斯迪斯曾在巴西被綁架，之後被釋放，他相信綁架者不是一名足球運動員。

## 連結
- Stats and profile at Zerozero